# No te olvidaré
«No te olvidaré» (Anything For You) es una canción compuesta por Gloria Estefan e interpretada junto a la banda Miami Sound Machine. Fue lanzado en 1988 como el cuarto sencillo de su álbum de estudio Let It Loose. Este se convirtió en el primer sencillo de Estefan y Miami Sound Machine en liderar la lista del Billboard Hot 100. El lado B del sencillo contiene una versión en spanglish de la canción, con Estefan alternando los versos y coros entre inglés y español.

## Posiciones en listas
| Listas (1988)                       | Mejor posición. |
| ----------------------------------- | --------------- |
| Australia (ARIA)                    | 11              |
| Bélgica (Flandes) (Ultratop 50)     | 5               |
| Canadá (RPM Top Singles)            | 10              |
| Estados Unidos (Billboard Hot 100)  | 1               |
| Estados Unidos (Adult Contemporary) | 1               |
| Estados Unidos (Hot Latin Tracks)   | 3               |
| Irlanda (IRMA)                      | 19              |
| Reino Unido (UK Singles Chart)      | 10              |
| Países Bajos (Dutch Top 40)         | 2               |

### Sucesión en listas
| Anterior: «Wishing Well» de Terence Trent D'Arby         | Billboard Hot 100 — Sencillo Nro 1 14 de mayo de 1988 — 21 de mayo de 1988   | Siguiente: «One More Try» de George Michael                |
| Anterior: «Where Do Broken Hearts Go» de Whitney Houston | Adult Contemporary — Sencillo Nro 1 23 de abril de 1988 — 13 de mayo de 1988 | Siguiente: «I Don't Want to Live Without You» de Foreigner |